# Waldzell
Waldzell là một đô thị thuộc huyện Ried im Innkreis thuộc bang Oberösterreich, Áo. Đô thị Waldzell có diện tích 40 km², dân số thời điểm năm 2006 là 2095 người.